# 楊梅區
楊梅區，舊稱「楊梅壢」，位於臺灣桃園市南部，可分為楊梅、埔心、富岡、高山頂四個區域。當地人口約有18.2萬人，並以客家人為主要族群，約占全區人口數七成左右。楊梅區原為農業鄉鎮，後隨著1978年中山高速公路完工通車，並在境內設有兩處交流道，因此在1980年代後工業發展迅速。境內有幼獅工業區、楊梅工業區、秀才科技園區、民富工業區。

## 歷史
楊梅區舊名「楊梅壢」（四縣客家話：iongˇ moiˇ lagˋ；海陸客家話：rhong moi lag），「壢」在客家語裡是「台地間的河谷低地」的意思，清代漢人先後移民到這裡，看到滿山遍野都是野生的楊梅樹，風景美麗宜人，所以把這裡稱為楊梅壢，而楊梅樹成為楊梅區的「區樹」。
楊梅最早的漢人開發紀錄為清康熙四十七年由來自廣東省惠州府五華縣（後屬嘉應州）的古氏三兄弟於富岡地區的開發；市街位於伯公山周圍，又被當地人稱為老街，錫福宮便位於老街上。自古以來，楊梅一直都是北臺灣的交通要衝，鐵公路交通均十分便利，楊梅區目前便有楊梅、埔心、富岡、新富共4個火車站。其中，楊梅火車站當年最早設立的位置是在大華街的衛生所舊址，衛生所前面的階梯其實就是當時的月台。1929年，鐵路改道並舖設複線，於是便將楊梅車站往北遷移到現在的新街。
楊梅戰後設為鎮，2010年5月因人口超過15萬，於同年8月1日改制為縣轄市。2014年12月25日因應桃園縣升格為直轄市，楊梅市改制為「楊梅區」。
歷年所屬行政區列表
| 起訖年份  | 行政區             | 備註                         |
| 1920~1941 | 新竹州中壢郡楊梅   |                              |
| 1941~1945 | 新竹州中壢郡楊梅街 |                              |
| 1945~1950 | 新竹縣中壢區楊梅鎮 |                              |
| 1950~2010 | 桃園縣楊梅鎮       |                              |
| 2010~2014 | 桃園縣楊梅市       | 2010年8月1日升格縣轄市       |
| 2014~至今 | 桃園市楊梅區       | 2014年12月25日桃園升格直轄市 |

## 地理

### 地形

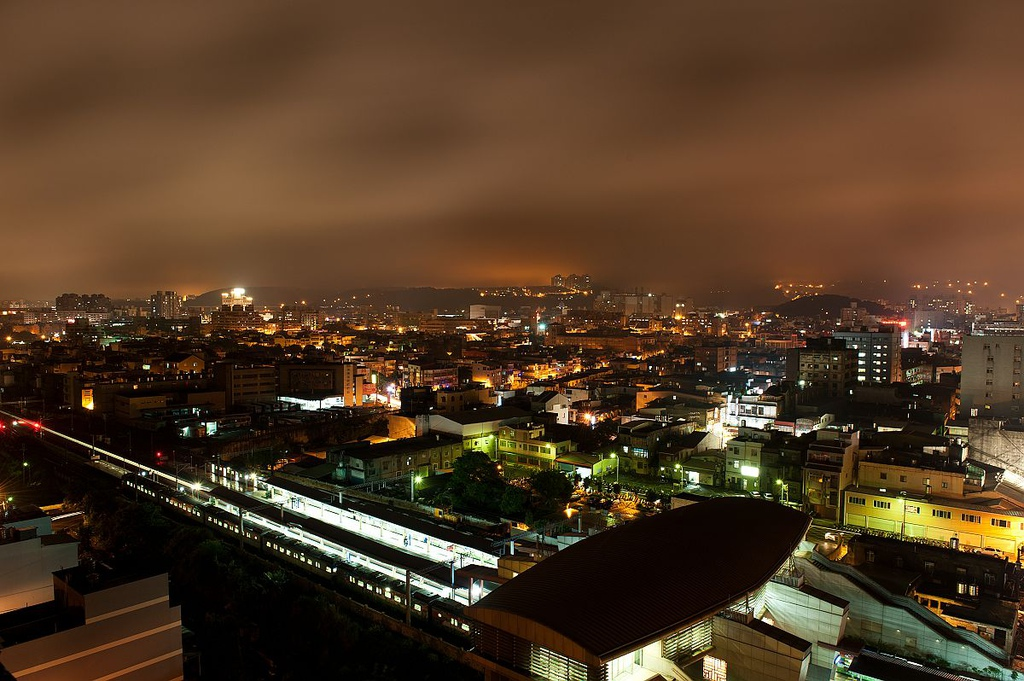
市區高樓鳥瞰楊梅區夜景

楊梅區面積約為89平方公里，輪廓略呈長方形，東西距大於南北距。境內北部為兩塊向北緩降的單面山臺地，臺地南側邊緣較陡，頂上平坦，海拔約在200公尺左右，在高山頂及長岡嶺之間形成一個缺口，中部為一塊略呈東南－西北走向的長形盆地，楊梅市街區位在中央偏東，南部則是店子湖臺地，與龍潭區、新竹縣新埔鎮的臺地地形相接，平均海拔約在300公尺以上。

### 水文
社子溪為桃園市重要河川之一，流經楊梅區高山頂及長岡嶺間的缺口處，並由此向北流入新屋區，最後注入臺灣海峽。

### 人口
根據桃園市政府民政局及桃園市楊梅區戶政事務所統計，2024年底楊梅區戶數約7萬戶，人口約18.2萬人，並主要集中於楊梅區的東南區域（即楊梅地區與埔心地區），約佔全區六成三的人口。區內人口最多與最少的里分別是楊明里與楊江里，2024年底兩里人口分別為10,782人與1,247人。

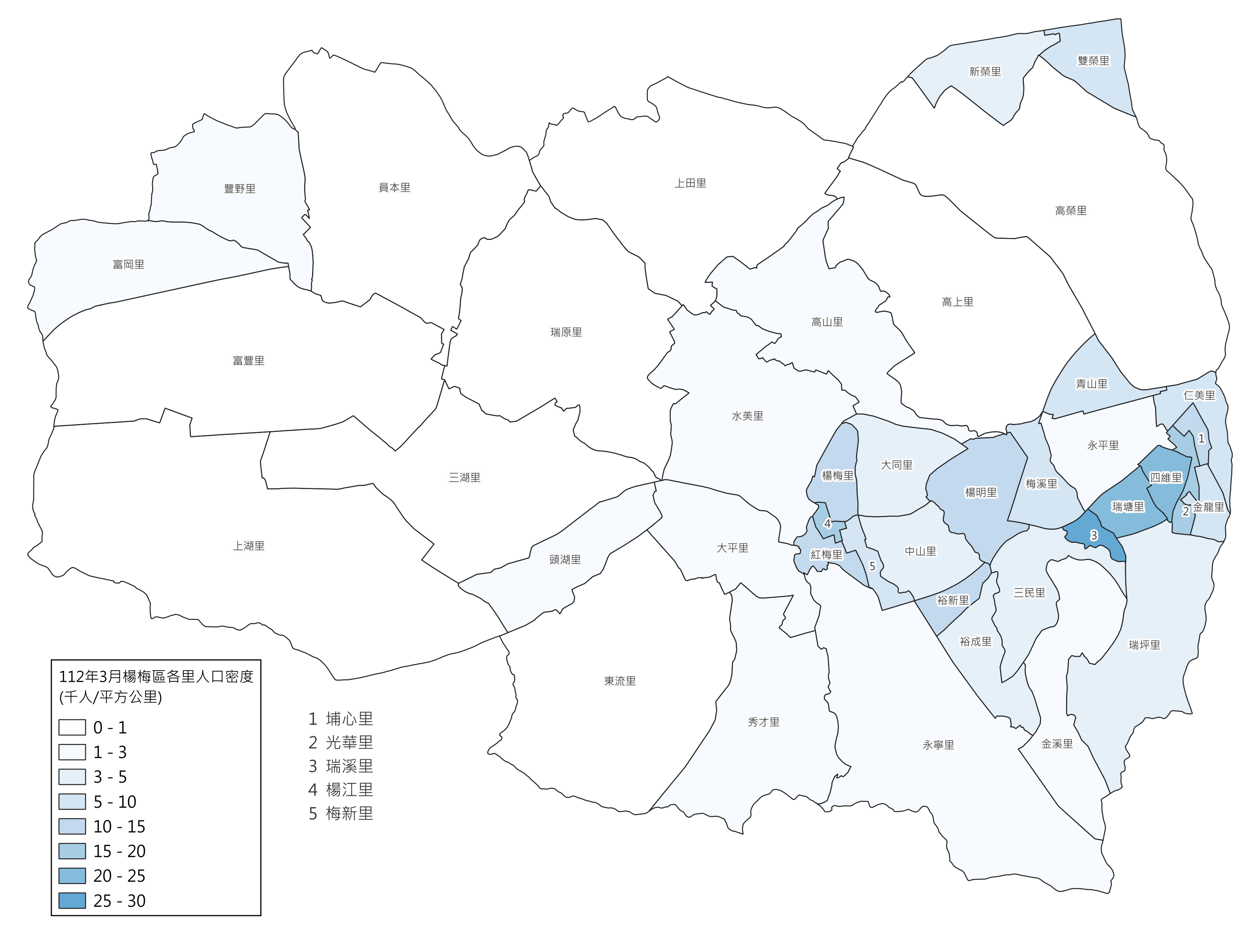
楊梅區各里人口密度圖

## 政治

### 歷任首長
| 屆次                                 | 姓名   | 任職期間                      | 備註                                                                     |
| ------------------------------------ | ------ | ----------------------------- | ------------------------------------------------------------------------ |
| 新竹縣中壢區楊梅鎮時期鎮長（普選前） |        |                               |                                                                          |
| 1                                    | 范姜萍 | 1945年11月                    | 官派                                                                     |
| 2                                    | 劉金標 | 1946年12月                    | 鎮民代表間接選出                                                         |
| 3                                    | 鄭榜生 | 1948年12月                    | 鎮民代表間接選出                                                         |
| 桃園縣楊梅鎮時期鎮長（普選）         |        |                               |                                                                          |
| 1                                    | 張福醮 | 1951年7月6日~1953年6月30日    | 首任鎮民直選                                                             |
| 2                                    | 謝源水 | 1953年7月1日~1956年7月5日     |                                                                          |
| 3                                    | 詹新枝 | 1956年7月6日~1960年1月4日     |                                                                          |
| 4                                    | 詹新枝 | 1960年1月5日~1964年2月28日    |                                                                          |
| 5                                    | 葉雲錦 | 1964年3月1日~1965年4月30日    | 因案停職                                                                 |
| 代理                                 | 郭阿壽 | 1965年5月1日~1968年2月28日    |                                                                          |
| 6                                    | 彭榮金 | 1968年3月1日~1973年3月31日    |                                                                          |
| 7                                    | 謝新鑑 | 1973年4月1日~1977年12月29日   |                                                                          |
| 8                                    | 謝新鑑 | 1977年12月30日~1982年2月28日  |                                                                          |
| 9                                    | 傅標榮 | 1982年3月1日~1986年2月28日    |                                                                          |
| 10                                   | 傅標榮 | 1986年3月1日~1990年2月28日    |                                                                          |
| 11                                   | 宋明雄 | 1990年3月1日~1994年2月28日    |                                                                          |
| 12                                   | 宋明雄 | 1994年3月1日~1994年10月       | 因案停職                                                                 |
| 代理                                 | 劉永發 | 1994年10月~1998年2月28日      |                                                                          |
| 13                                   | 羅煥爐 | 1998年3月1日~2002年2月28日    |                                                                          |
| 14                                   | 羅煥爐 | 2002年3月1日~2006年2月28日    |                                                                          |
| 15                                   | 彭聖富 | 2006年3月1日~2010年2月28日    |                                                                          |
| 16                                   | 彭聖富 | 2010年3月1日~2010年7月31日    | 任內改制為縣轄市                                                         |
| 桃園縣楊梅市時期市長（普選）         |        |                               |                                                                          |
| 1                                    | 彭聖富 | 2010年8月1日~2014年12月24日   | 改制續任；末任民選市長                                                   |
| 桃園市楊梅區時期區長（指派）         |        |                               |                                                                          |
| 1                                    | 姚敦明 | 2014年12月25日~2018年12月24日 | 首任市長指派；原桃園縣政府民政局禮儀事務科長派任；後陞任新聞處副處長     |
| 2                                    | 羅國裕 | 2018年12月25日~2021年4月6日   | 原桃園市政府客家事務局副局長調任；屆齡退休                               |
| 3                                    | 邱世源 | 2021年4月6日~2023年7月17日    | 原國立臺灣大學醫學院附設醫院新竹分院主任；後陞任桃園市政府體育局主任秘書 |
| 4                                    | 施永恭 | 2023年7月17日~現任            | 原中壢區公所副區長陞任                                                   |

### 區政組織

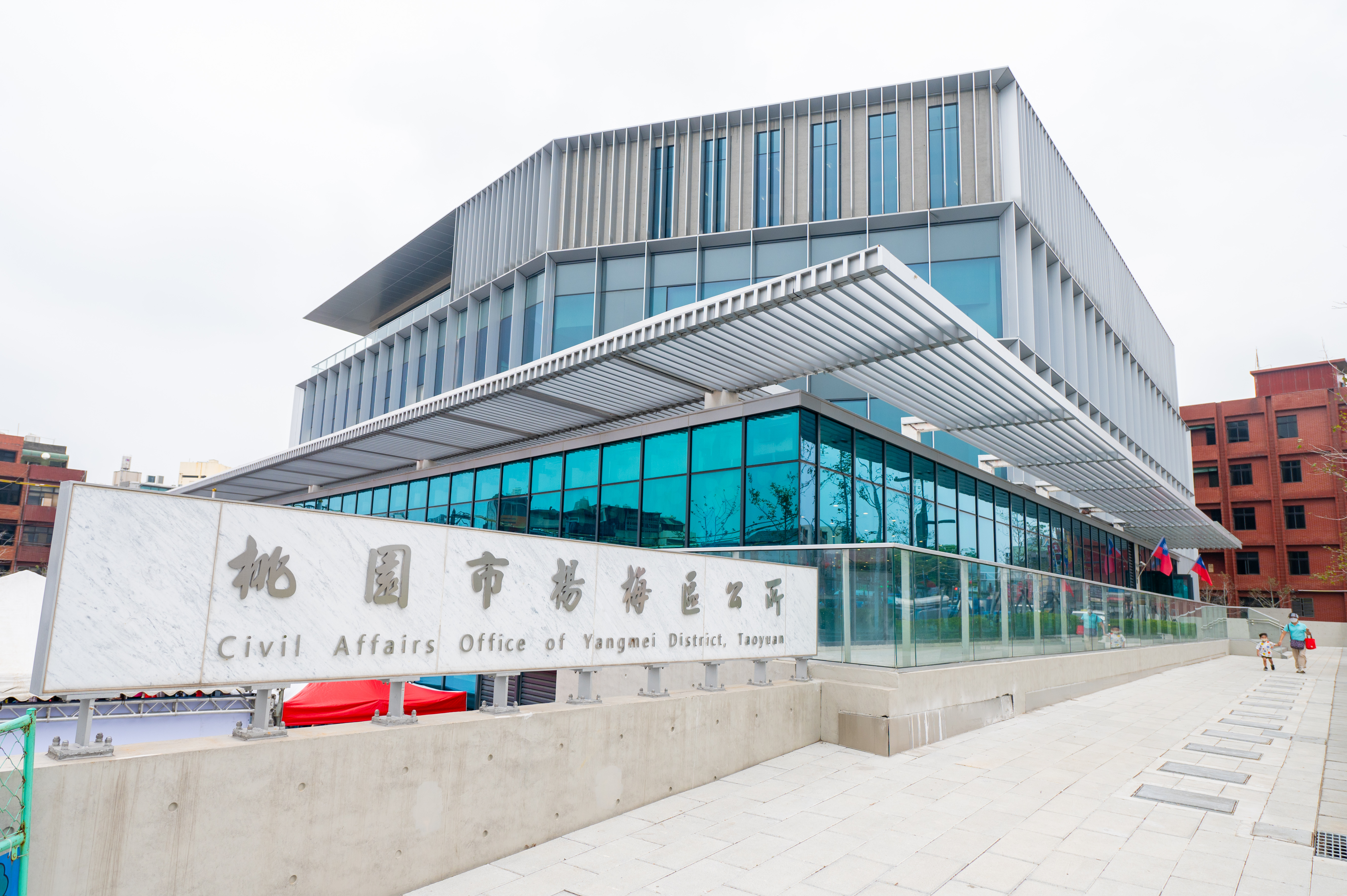
楊梅區公所行政大樓（圖為2023年10月原址重建啟用現貌）

楊梅區公所是桃園市政府在楊梅區的派出機關，在中華民國政府架構中為市政府綜理區政的執行機關，上級業務監督機關為桃園市政府。区长由市長任命，其任期為無任期保障。在區長及主任秘書之下，設有5課4室等9個內部單位。楊梅區為桃園市議會第九選區，在市議會的63席市議員中，楊梅區共選出4席區域市議員（不含平地原住民與山地原住民議員）。

### 行政區

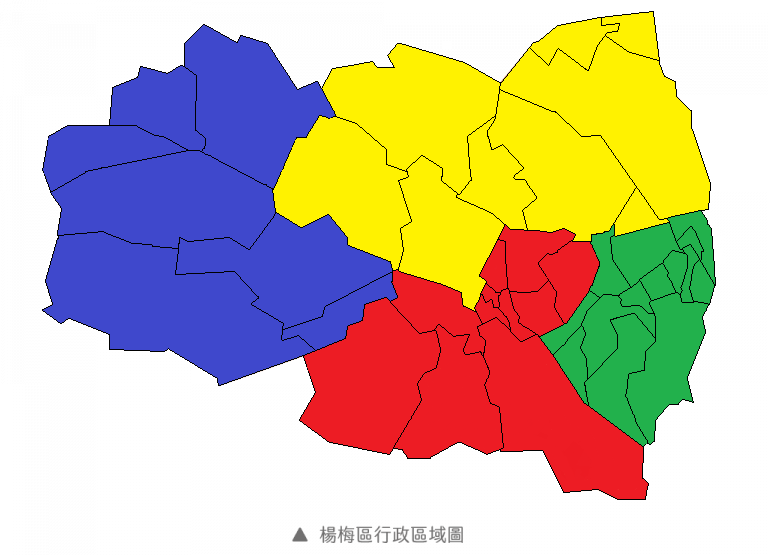
楊梅區四個次分區代表顏色如下：紅色為楊梅，綠色為埔心，藍色為富岡，黃色為高山頂

現今楊梅區行政範圍的確立，來自於1920年，日本將臺灣十二廳改為五州二廳，設楊梅庄屬新竹州中壢郡:117。楊梅庄轄草湳坡、矮坪子、頭重溪、大金山下、二重溪、楊梅、老坑、大平山下、秀才窩、水流東、崩坡、頭湖、三湖、上四湖、水尾、伯公岡、下陰影窩、員笨、上陰影窩、上田心子、高山頂等21個大字。1941年，楊梅庄改制為「楊梅街」。1945年，改為「楊梅鎮」，屬新竹縣中壢區。1950年，調整行政區域並裁撤區署，楊梅鎮改隸新成立的桃園縣:117。2010年8月1日，楊梅鎮改制為「楊梅市」。2014年12月25日，桃園縣改制為直轄市，楊梅市改制為市轄區「楊梅區」，隸屬桃園市。
楊梅區共轄41里，依據楊梅區戶政事務所公布的人口概況，可分為四個區域：
| 次分區 | 里名   | 里名   | 里名   | 里名   | 里名   | 里名   | 里名   | 里名   | 里名   | 里名   | 里名   | 里名   | 里名   | 里名   |
| ------ | ------ | ------ | ------ | ------ | ------ | ------ | ------ | ------ | ------ | ------ | ------ | ------ | ------ | ------ |
| 楊梅   | 楊梅里 | 楊江里 | 楊明里 | 紅梅里 | 大平里 | 秀才里 | 梅新里 | 東流里 | 永寧里 | 大同里 | 中山里 |        |        |        |
| 埔心   | 埔心   | 仁美里 | 四維里 | 梅溪里 | 瑞溪里 | 裕成里 | 裕新里 | 金溪里 | 三民里 | 瑞塘里 | 瑞坪里 | 永平里 | 金龍里 | 光華里 |
| 富岡   | 三湖   | 頭湖   | 上湖   | 富岡里 | 富豐里 | 豐野里 | 員本里 | 瑞原里 |        |        |        |        |        |        |
| 高山頂 | 水美里 | 上田   | 高山里 | 高上里 | 青山里 | 高榮里 | 新榮里 | 雙榮里 |        |        |        |        |        |        |

依桃園市里鄰編組及區域調整自治條例第3條規定，都會區達3,500戶之里，得予劃分數里。2023年2月底楊明里達4,056戶，將由楊梅區公所評估並擬定里劃分調整計畫後，於2024下半年函報市政府審核，再送桃園市議會審議通過後，於下屆里長選舉前1年(2025年)12月25日前公告，並於下屆里長選舉當年(2026年)上半年實施。

### 行政機關
- 農業部茶及飲料作物改良場
- 勞動部勞動力發展署桃竹苗分署

## 文化

### 文化活動

2019桃園仙草花節

- 2019桃園仙草花節

### 文化資產
- 土牛溝楊梅段：位於楊梅區青山二街附近，經由當時的桃園縣文化資產審議委員會到場會勘，確認該段土牛溝為臺灣從南到北的僅存遺跡，於2011年登錄為桃園縣文化景觀[16]
- 楊梅江夏堂
- 楊梅茶業改良場宿舍
- 楊梅故事園區（楊梅國中校長宿舍、西照閭、小白宮）
- 楊梅道東堂
- 富岡老街

### 地方語言
楊梅的本土語言以臺灣客家語海陸腔及四縣腔為主，埔心街上也通行臺灣閩南語。水美里的隘口寮鄭姓家族和東流里的崩坡下陳姓家族有「汕尾腔閩南語」等方言島。

### 地方廟宇
- 楊梅錫福宮：建於清同治元年（1862年），主祀三官大帝（客家地區的保護神），為楊梅市區的信仰中心
- 楊梅高山頂啟明宮：建於日本明治三十二年（1899年），主祀三官大帝，為楊梅高山頂地區的信仰中心
- 白蛇廟：每年端午節為白娘娘壽誕，當天舉辦傳統活動。
- 楊梅明天宮：主祀玉皇上帝。
- 楊梅泰祥宮：主祀神農大帝。
- 楊梅奉天宮：主祀關聖帝君、孚佑帝君、司命真君，合稱三聖恩主。
- 富岡集義祠
- 富岡原始福德祠
- 楊梅埔心昊天宮:主祀玉皇大帝。
- 楊梅第四東南宮：主祀劉府千歲。
- 楊梅法王寺
- 上湖三元宮:主祀三官大帝。
- 頭重溪三元宮:建於清道光十八年(1838年)，主祀三官大帝。為早期楊梅地區信仰中心。
- 高榮賢德宮：主祀神農大帝。
- 楊梅薛文宮：主祀薛府千歲。
- 楊梅觀音靈宮：主祀南海古佛。
- 楊梅三姓公廟：主祀三姓公。

### 教會
- 臺灣基督長老教會楊梅教會
- 臺灣基督長老教會埔心教會
- 臺灣基督長老教會恩典教會
- 臺灣基督長老教會活水教會
- 基督教楊梅靈糧堂(社團法人桃園市健康家庭教育協會)
- 基督教梅岡靈糧堂
- 基督教行道會楊梅榮耀堂
- 基督教拿撒勒人會楊梅宣聖堂
- 基督教貴格會楊梅讚美的教會
- 基督教埔心浸信會
- 基督教楊梅崇真堂
- 基督教長老會富岡榮耀教會
- 基督教楊梅磐石懷恩教會

## 教育

桃園市立楊梅高級中等學校，楊梅區唯一間的市立高中。

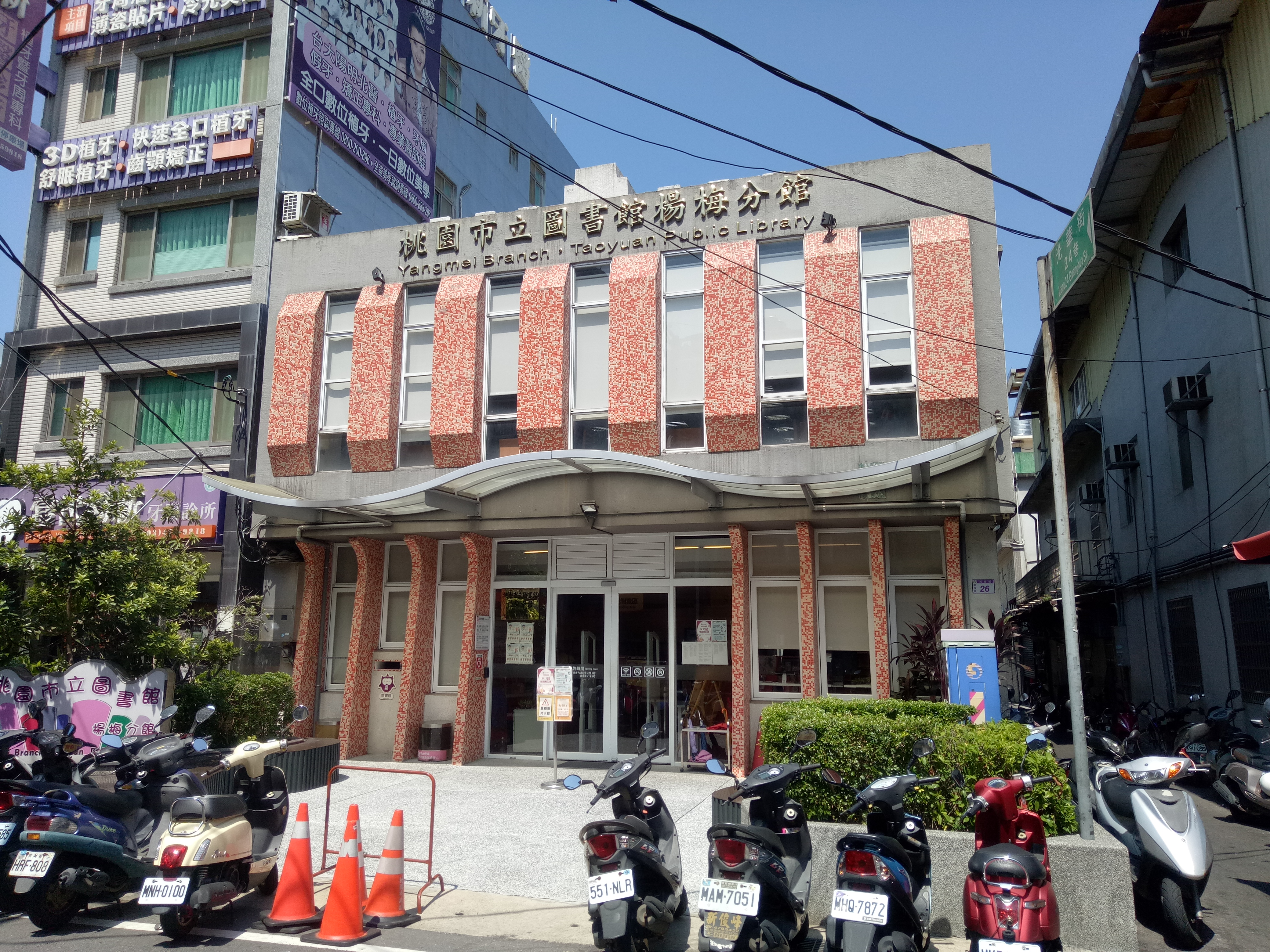
桃園市立圖書館楊梅分館

### 高級中等學校
- 桃園市立楊梅高級中等學校
- 桃園市私立治平高級中學
- 桃園市私立大華高級中學
- 桃園市私立永平高級工商職業學校

### 國民中學
- 桃園市立楊梅國民中學（含秀才分校）
- 桃園市立富岡國民中學
- 桃園市立楊明國民中學
- 桃園市立瑞原國民中學
- 桃園市立仁美國民中學（附設華德福國中小）
- 桃園市立楊光國民中小學
- 桃園市立瑞坪國民中學
- 桃園市私立大華高級中學附設國民中小學
- 桃園市私立治平高級中學附設國民中學

### 國民小學
- 桃園市楊梅區楊梅國民小學
- 桃園市楊梅區上湖國民小學
- 桃園市楊梅區水美國民小學
- 桃園市楊梅區高榮國民小學
- 桃園市楊梅區楊心國民小學
- 桃園市楊梅區瑞原國民小學
- 桃園市楊梅區瑞梅國民小學
- 桃園市楊梅區上田國民小學
- 桃園市楊梅區大同國民小學
- 桃園市楊梅區四維國民小學
- 桃園市楊梅區富岡國民小學
- 桃園市楊梅區楊明國民小學
- 桃園市楊梅區瑞埔國民小學
- 桃園市楊梅區瑞塘國民小學
- 桃園市立仁美華德福實驗高級中等學校附設國中以及國小（規劃中）

### 圖書館
- 桃園市立圖書館楊梅分館
- 桃園市立圖書館紅梅分館
- 桃園市立圖書館埔心分館
- 桃園市立圖書館富岡分館

## 醫療體系
| 名稱         | 醫療劃分 | 地址                          | 電話         |
| ------------ | -------- | ----------------------------- | ------------ |
| 怡仁綜合醫院 | 地區醫院 | 桃園市楊梅區楊新北路321巷30號 | (03)485-5566 |
| 天成醫院     | 地區醫院 | 桃園市楊梅區中山北路一段356號 | (03)478-2350 |

## 交通

昔日的楊梅車站，目前已拆遷。該址已改建為大成地下道，貫穿楊梅前後站。

因舊楊梅車站站房不敷使用，臺鐵斥資一億四千多萬改建跨站式站房，此為目前的楊梅前站。

為拓展楊梅後站之地方發展，在跨站式站房啟用後，正式開放楊梅後站。

### 鐵路
臺灣鐵路管理局
- 縱貫線：埔心車站 - 楊梅車站 - 富岡車站 - 新富車站

### 桃園捷運
- 淺綠線: 中壢工業區－楊梅車站

### 公路

#### 國道
- 國道一號（中山高速公路）
  - 67 幼獅幼獅交流道
  - 69 楊梅楊梅交流道
  - 五楊高架70 校前路校前路交流道
  - 五楊高架71 楊梅端楊梅端交流道
  - 楊梅休息站

#### 省道
- 臺1線：平鎮區-楊梅區-湖口鄉，途經永美路-中山北路二段-中山北路一段-中山路-中山南路。而臺1線的海拔最高點位於桃園市楊梅區埔心里（43.5K處），標高181公尺。
- 臺31線：高鐵橋下桃園段道路

#### 市道
- 市道115號：新屋區-楊梅區-臺灣省新竹縣新埔鎮

#### 聯絡道路
- 梅獅路：高山頂（幼獅工業區）-埔心-竹科龍潭園區
- 民富路：往富岡
- 梅高路：往新屋區頭洲地區
- 楊新路：往新屋區市區
- 中興路：往龍潭區
- 老莊路：往龍潭區
- 楊湖路：往臺灣省新竹縣湖口鄉
- 楊梅照門道路：往臺灣省新竹縣新埔鎮
- 秀才路：往臺灣省新竹縣新埔鎮

### 公車客運

#### 楊梅區免費公車
楊梅區免費公車由金台通運(金牌客運關係企業)負責行駛，總共6條路線。
- L608永寧上田線
- L609幼獅工業區線
- L611富岡員本線
- L612富岡上湖線
- L613楊梅觀光線
- L615楊梅頭湖線

#### 桃園市市區公車
- 桃園客運
  - 301：桃園-楊梅
  - 301A：龜山-楊梅
- 亞通客運
  - 722：楊梅-五楊高架-捷運三重國小站
  - 722A：楊梅-長庚轉運站-捷運三重國小站
  - 5607：湖口-二湖-楊梅
  - 5623：楊梅-捷運環北站
  - 5623A：楊梅-中壢
  - 5623B：楊梅-中豐路-捷運環北站
  - 5624：中壢-楊梅-湖口
  - 5647：龍潭-埔心-萬大社區
  - 5648：龍潭-楊梅
  - 5649：龍潭-楊梅-新屋
  - 5650：新屋-楊梅
  - 5650A:新屋-新屋高中-楊梅
  - 5651：中壢-埔心-北高榮
  - 5651A：中壢-埔心-北高榮
  - 5652：楊梅-梅園
  - 5654：中壢-楊梅-新屋
- 金台通運(金牌客運關係企業) 
  - 251：秀才雙榮線
  - 252：大台北世外桃源社區線
  - 253：台北新都線

#### 公路客運
- 捷乘客運
  - 5641：新埔-清水-楊梅
  - 5642：新埔-北坑口-楊梅

### 公共自行車
- 桃園市公共自行車租賃系統至2020年10月，在楊梅區設有12站：
  - 楊梅火車站(前站)
  - 楊明國中
  - 楊梅國中
  - 中山親水公園
  - 富岡車站
  - 富岡運動公園
  - 伯公岡公園
  - 四維兒童公園
  - 頭重溪公園
  - 瑞塘公有停車場
  - 埔心停車場
  - 埔心火車站(前站)

## 觀光旅遊

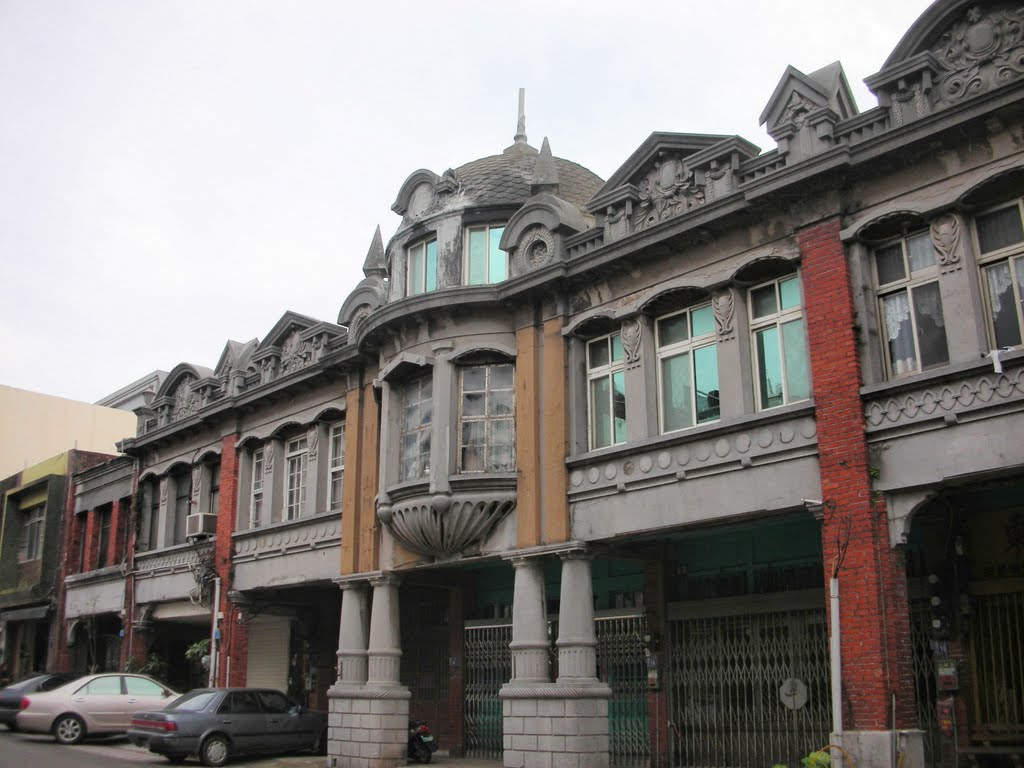
楊梅富岡老街代表建築-呂家聲宅

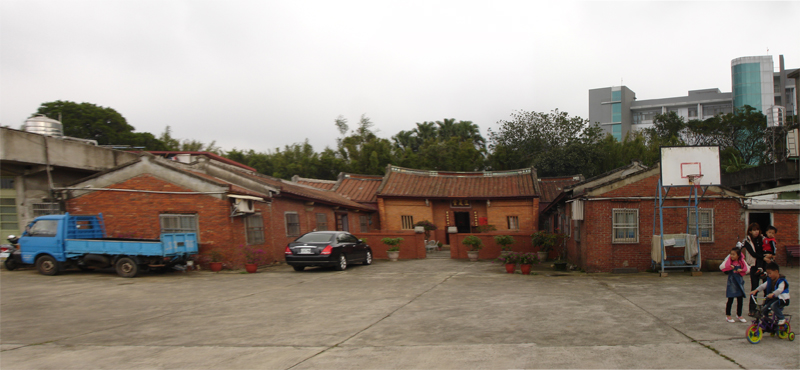
日治時期保留至今的客家建築-楊梅江夏堂

### 休憩
- 楊梅故事園區
- 鷺鷥園
- 秀才里觀光茶園及登山步道
- 永寧里樟樹伯公
- 埔心牧場
- 楊梅福人登山步道
- 桃園高榮野生動物保護區

### 主要公園
- 富岡兒童公園(夜間沒照明)

### 夜市
- 楊梅觀光夜市(金山街)
- 埔心夜市
- 富岡夜市

### 名產
- 楊梅
- 楊梅茶(秀才茶)
- 水梨(楊梅梨)
- 仙草

## 外部連結
- 楊梅區公所 （页面存档备份，存于）
- 楊梅區公所的Facebook專頁
- YouTube上的楊梅區公所頻道